# Ficus bizanae
Ficus bizanae là một loài thực vật thuộc họ Moraceae. Đây là loài đặc hữu của Nam Phi. Nó hiện đang bị đe dọa vì mất môi trường sống.

## Hình ảnh

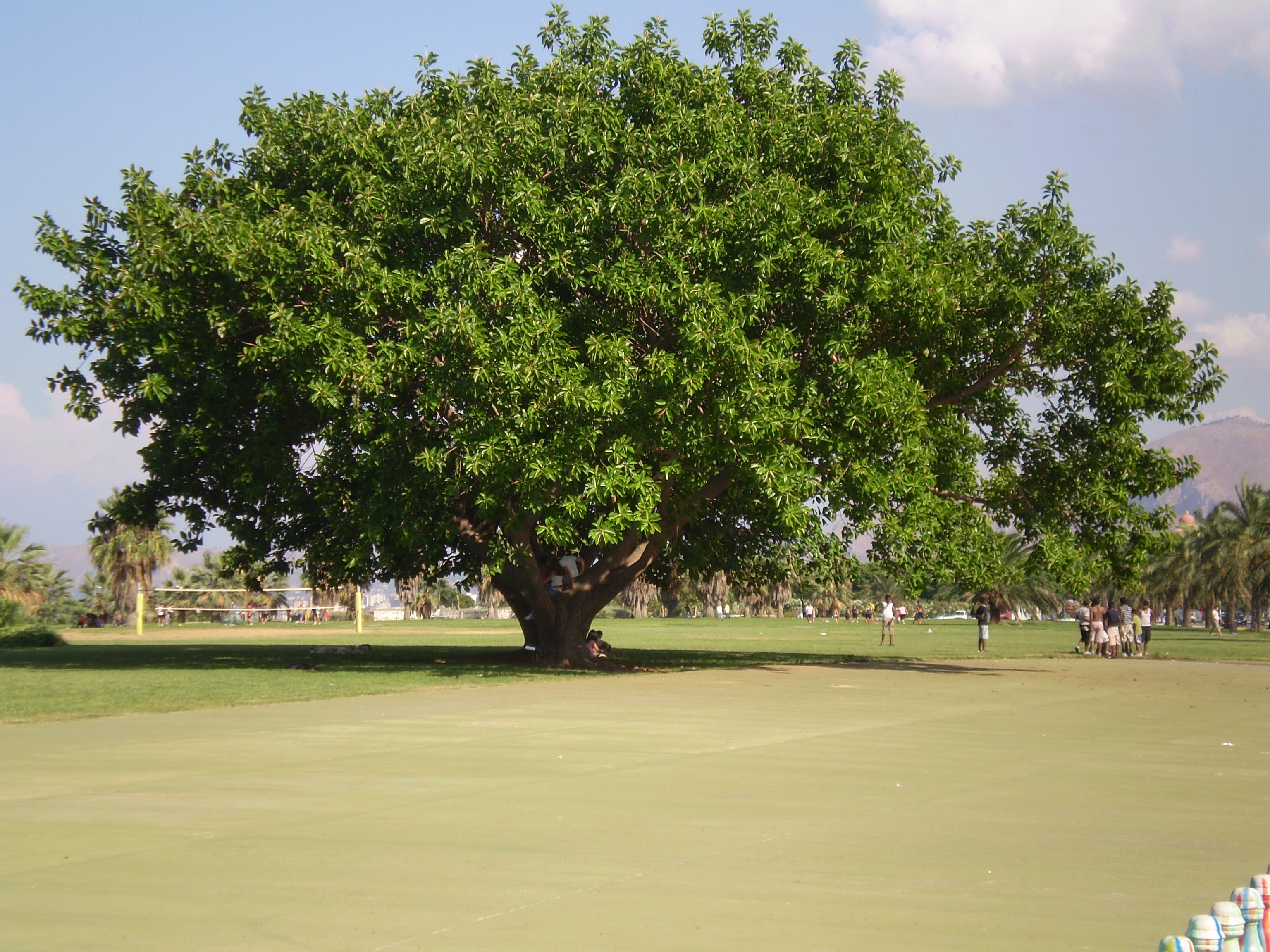
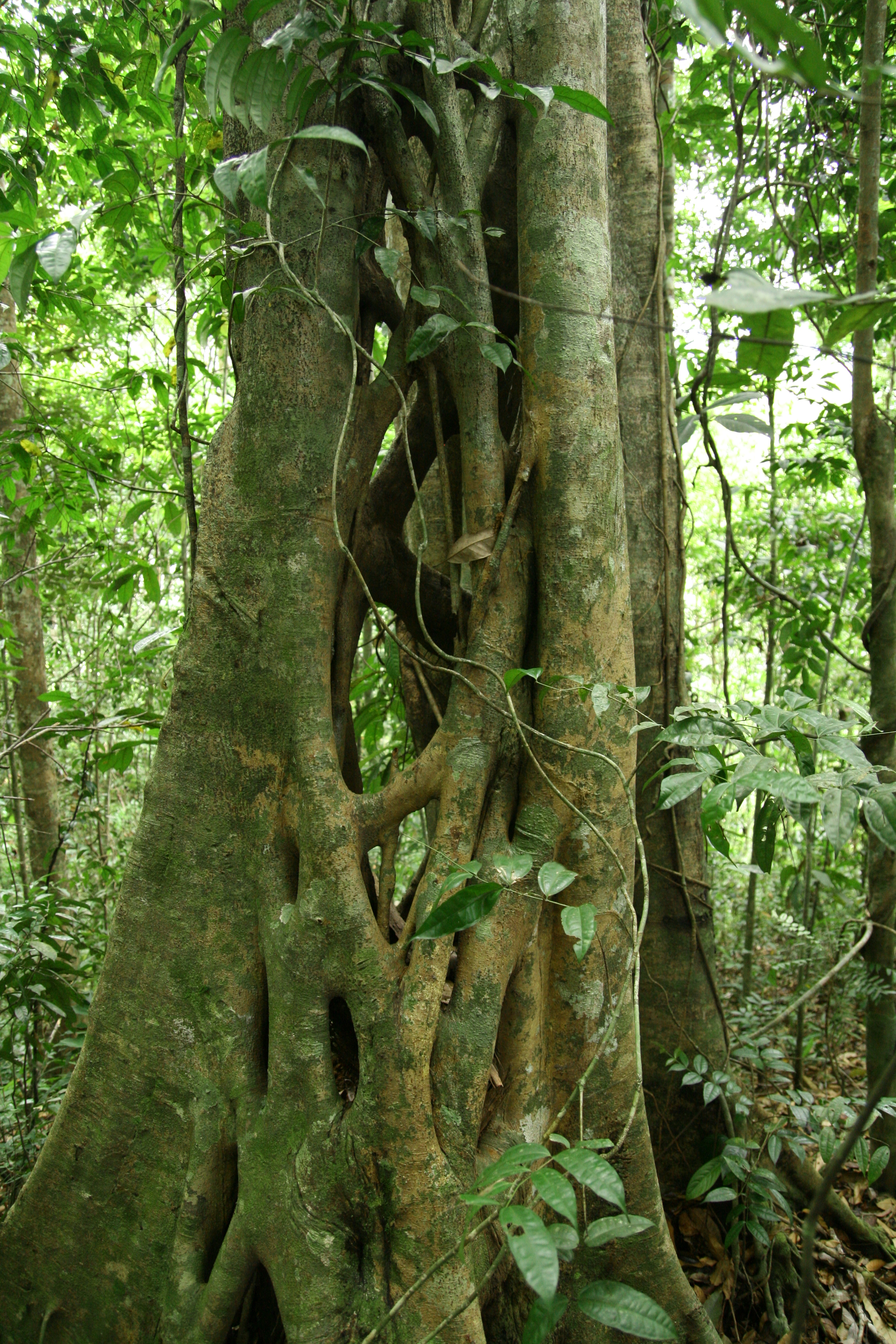
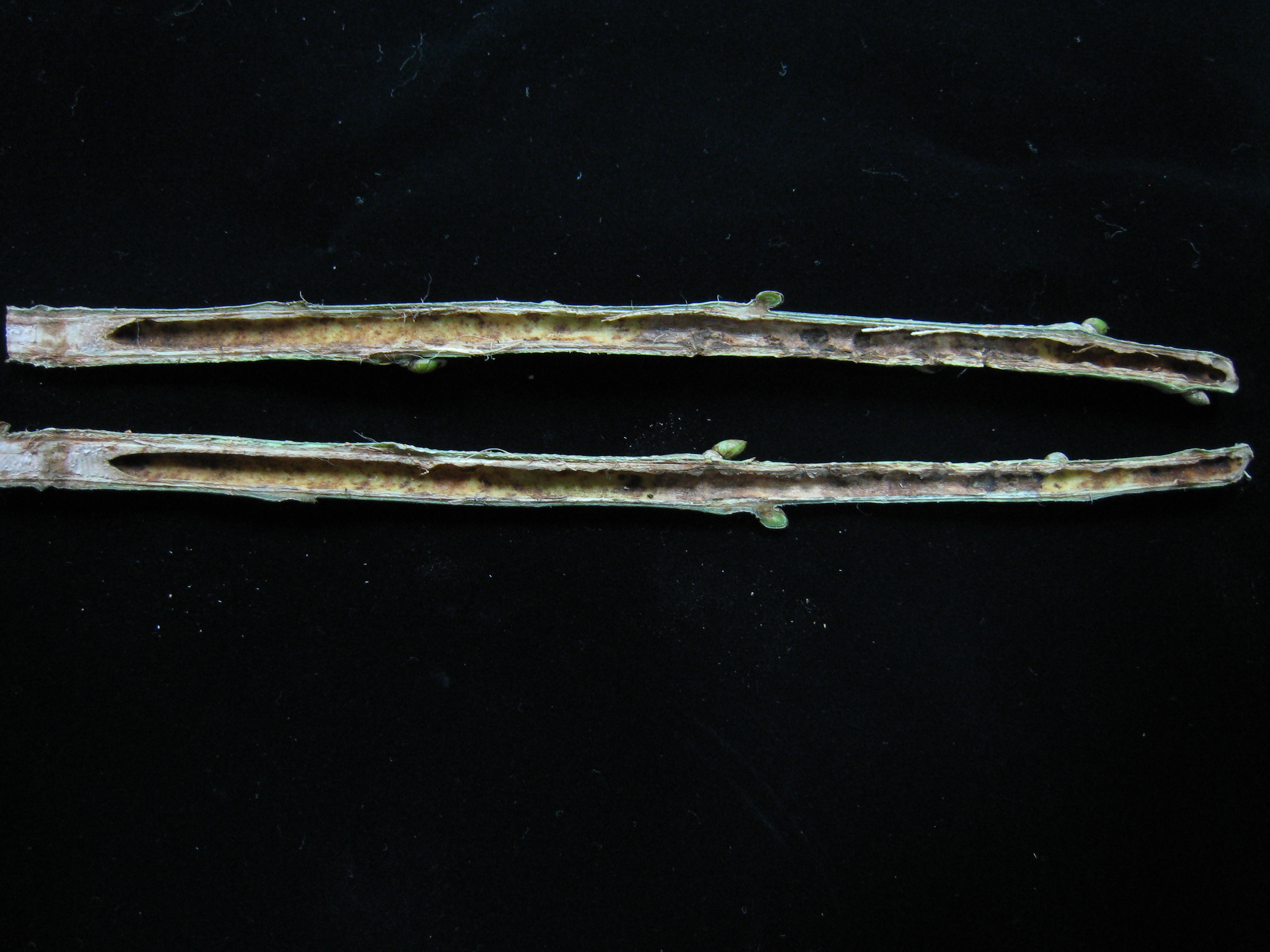
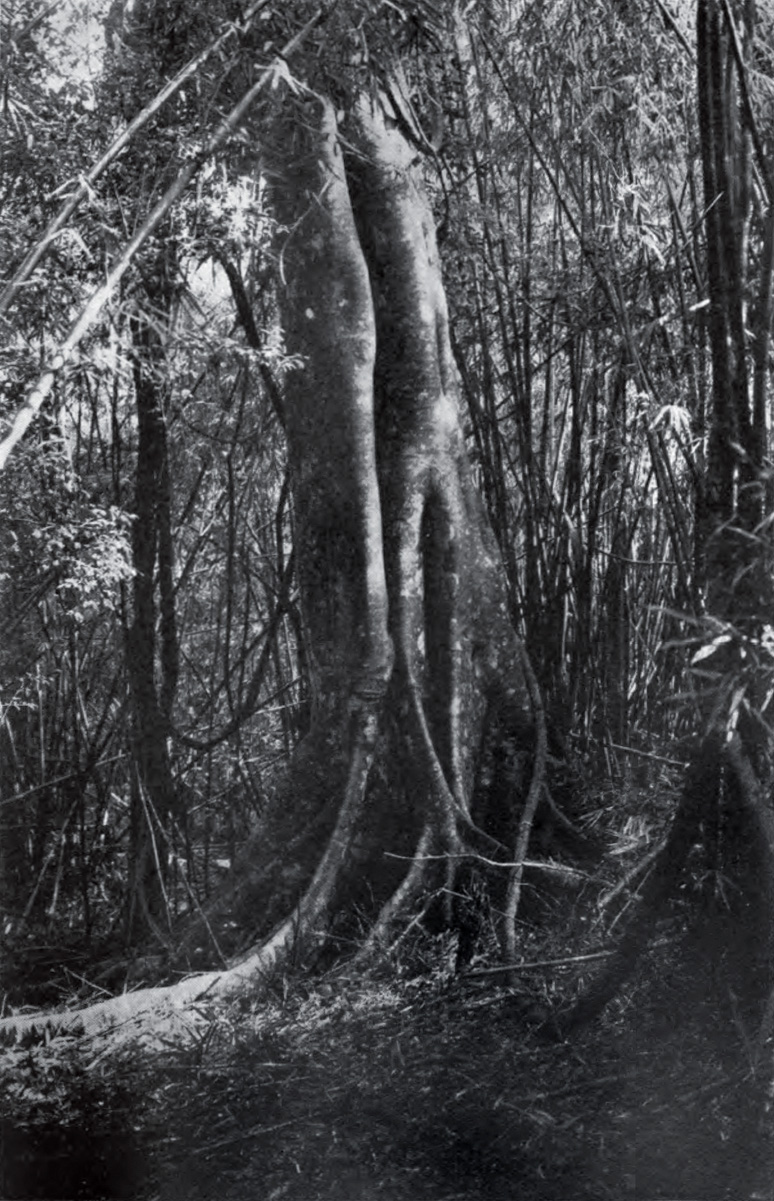